# Detlef Kappeler

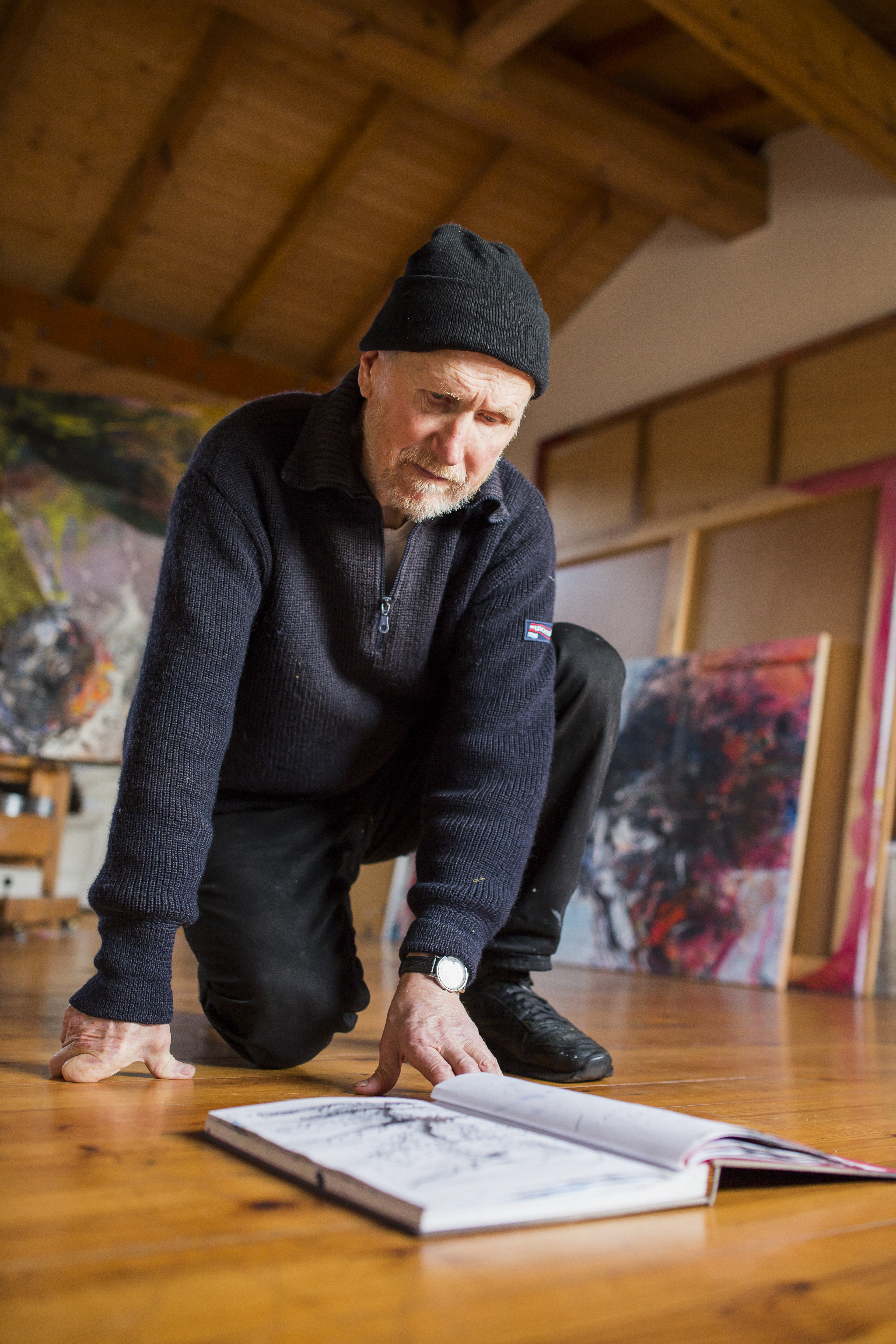
Detlef Kappeler, Muxía (A Coruña). Foto- Xesús Búa.

Detlef Kappeler (Stettin, 1938- ) es un arquitecto, catedrático y pintor alemán. Su trabajo artístico hace de él un representante contemporáneo del expresionismo.

## Biografía
Detlef Kappeler nació en la ciudad de Stettin, en Mecklemburgo-Pomerania Occidental en Alemania en 1938. En 1945, durante la Segunda Guerra Mundial su familia dejó la ciudad huyendo de las ofensiva bélica, trasladándose a 
Schwerin para pasar, poco tiempo después, al  campo de refugiados de Schleswig - Holstein donde permanecería dos años tras los cuales llegarían, finalmente, a Hamburgo. Esta huida influyó en Kappeler y ha sido constantemente en sus obras.
En 1952, comienza a asistir al Centro de Bellas Artes en Hamburgo y tras su bachillerato y seis meses de trabajo en el puerto de Hamburgo, Kappeler decide formarse en Arquitectura comenzando sus estudios en 1958. En los años 60 se ve influenciado por el Pop Art, creando con ello algo diferente que definiría lo que sería como artista en estos años. Tras graduarse como arquitecto, Kappeler obtiene un premio de arte del Estado de Baja Sajonia en 1966 y comienza sus estudios en la Escuela Superior de Bellas Artes de Hamburgo. Trabaja en Nueva York, Bombay, Vietnam, Biafra y París, lugares muy significativos políticamente en los años 60. Trata en sus obras temas como Biafra o Vietnam y en 1971 será expuesta en la Kunsthalle de Hamburgo. En 1972 y 1973 se le conceden dos becas: la primera por la "Cité internationale des arts" en París y la otra por el Premio de Lichtwark, de la ciudad de Hamburgo.
En 1974, Kappeler es nombrado profesor titular de la cátedra de Pintura y Gráfica en la Universidad de Hannover. Además de la docencia, es partícipe activo en círculos políticos donde se discuten temas como el rearme militar, la energía nuclear o la ecología. Produce ciclos de pinturas relacionados como "Projekt Nordholz" y "Eismeerzyklos". Más tarde, Kappeler centrará sus obras en personas que, por sus posturas democráticas en cuanto a derechos humanos y libertad de expresión, han sido víctimas de la justicia. Nacen, así, ciclos referidos a Theodor Lessing y Carl von Ossietzky.
En 1985, el artista crea una obra de gran formato que origina una gran discusión en Alemania, ya que se prohíbe exponerla en la Universidad de Hannover, para la cual había sido creada. Esta obra hacía referencia a Theodor Lessing y actualmente se encuentra en el vestíbulo de otra institución pública, la Volkshochschule de la capital de Baja Sajonia.
Tras la exposición Auf der Suche en la Galería Joan Gaspar de Barcelona en 1994, Detlef Kappeler establece su taller en esta ciudad y sigue parte de sus trabajos desde allí. “Con su obra pictórica, en especial con sus “Plásticas para el Espacio,” reacciona a corrientes posmodernas de la misma manera que a ideas deconstructivistas. Es aquí donde se realizan ciclos como “Raum” o “Transparencias.” Trabaja durante este tiempo entre Barcelona y Butjadingen en el Mar del Norte y sigue ocupando la cátedra en la Universidad de Hannover. Así mismo, el cambio que se produce cuando deja su cátedra y percibe su potencial movilidad espacial y personal, pivotando finalmente entre su propiedad en el Mar del Norte en Alemania y la Ciutat Vella en Barcelona y, más tarde, la costa gallega, hacen de motor para impulsar la creación en esta que para otros críticos es vista como una nueva etapa de su vida también como artista Usándose de la abstracción y reducción o simplificación, al igual que de efectos más ligeros de estructura y color en sus composiciones, hace de ellas creaciones de una calidad aumentada.
Actualmente vive y trabaja en Chorente, Mugía (La Coruña) y centra sus trabajos en preguntas sobre el sentido de la existencia.
Antón Castro, escribiría para el catálogo de la exposición El fin del camino (2010): “Su obra emblematiza un sentimiento agónico de la vida, tal vez la imagen singular del romanticismo marino”. Así mismo, Castro reconoce en sus obras la influencia pollockiana pero, más notablemente, del expresionismo alemán.